# Педро Диниз
Педро Пауло Диниз (роден в Сао Паоло на 22 май 1970 г.) е бразилски състезателен пилот. Участва в 99 Гран при във Формула 1, като дебюта му е на 26 март 1995 г. за Голямата награда на Бразилия. Печели общо 10 точки като пилот във Формула 1.

## Биография
Кариерата му като състезател започва в резултат на баща му който е шеф на Бразилска разпределителна компания и супермаркетска верига. След много години в юношеските класове формули, Диниз се присъдинява за отбора на Форти през 1995 се дължи на връзката на отбора, богатството на семейство Диниз и връзки със спонсорите. Тогава отбора направи маркетингова сделка със спонсора Пармалат. През този сезон Диниз не е записал точка като най-доброто класиране бе 7-о място за Голямата награда на Австралия.
През 1996 Диниз се включва във френския тим Лижие заради това че вече неговия бивш отбор Форти имаше финансови проблеми именно със спонсорите. За Голямата награда на Аржентина болидът на Диниз е обгърнат от пламъци и той като по чудо оцелява невредим. В английския вестник „Сън“ принтират снимка и заглавие на което пише „Диниз в пещта“. Обаче той постига точки в Испанската и Италианската ГП.
През 1997 Диниз се приесъдинява в Ероуз където става съотборник със световния шампион от предната година Деймън Хил. Единствените точки, които взима Диниз, са за Голямата награда на Люксембург. Междувременно Диниз е затруднен от Хил именно в квалификациите за място в Спа, а по-късно и в Судзука. Той остава в отбора през следващия сезон като негов съотборник е Мика Сало.
.
Двата му сезона на Заубер са до голяма степен неприятни за него като постигане на резултати за сметка на съотборника Жан Алези през 1999. Той преживя тежка катастрофа в състезанието за Голямата награда на Европа като болида му се обърна няколко пъти в резултат на удряне. През 2000 той остава в отбора където отново съотборник е познатия му колега в Ероуз през 1998 Мика Сало. В Хокенхаимринг той се удари с Жан Алези (сега пилот на Прост) в резултат на което французина претърпя тежък инцидент както и наказание за фалстарт в Австрия. Не записва нито една точка през 2000 година и с това завършва кариерата му като пилот от Формула 1.

## Преди Формула 1
1987 – 88: Картинг
1989: Бразилската Формула Форд
1990: Южнюамериканската Формула 3
1991 – 92: Британската Формула 3
1993 – 94: Формула 3000